# Gerhardus H. Goethart
Gerhardus Hendrik Goethart (L'Aia, 4 settembre 1892 – L'Aia, 17 maggio 1969) è stato un compositore di scacchi olandese.
Compose principalmente problemi diretti di matto in due mosse.
Il suo nome è legato al tema Goethart, una combinazione tematica dei problemi in due mosse:

« Il Bianco schioda un pezzo nero sfruttando l'interferenza di un altro pezzo nero. Tale schiodatura indiretta permette al Bianco di mattare ».
Il suo connazionale ed amico Meindert Niemeijer ha raccolto i suoi migliori problemi nel libro The Chess Problems of H.M. Goethart (Wassenaar, 1962).
Due suoi problemi:
|   | a | b | c | d | e | f | g | h |   |
| 8 | d8 cavallo del nero · e8 alfiere del bianco · b7 pedone del nero · f7 cavallo del nero · b6 pedone del nero · d6 pedone del nero · h6 pedone del nero · a5 alfiere del nero · b5 pedone del nero · c5 pedone del nero · d5 re del nero · h5 pedone del bianco · a4 cavallo del bianco · h4 torre del bianco · h3 donna del bianco · b2 alfiere del bianco · c2 pedone del bianco · f2 cavallo del bianco · g2 re del bianco | d8 cavallo del nero · e8 alfiere del bianco · b7 pedone del nero · f7 cavallo del nero · b6 pedone del nero · d6 pedone del nero · h6 pedone del nero · a5 alfiere del nero · b5 pedone del nero · c5 pedone del nero · d5 re del nero · h5 pedone del bianco · a4 cavallo del bianco · h4 torre del bianco · h3 donna del bianco · b2 alfiere del bianco · c2 pedone del bianco · f2 cavallo del bianco · g2 re del bianco | d8 cavallo del nero · e8 alfiere del bianco · b7 pedone del nero · f7 cavallo del nero · b6 pedone del nero · d6 pedone del nero · h6 pedone del nero · a5 alfiere del nero · b5 pedone del nero · c5 pedone del nero · d5 re del nero · h5 pedone del bianco · a4 cavallo del bianco · h4 torre del bianco · h3 donna del bianco · b2 alfiere del bianco · c2 pedone del bianco · f2 cavallo del bianco · g2 re del bianco | d8 cavallo del nero · e8 alfiere del bianco · b7 pedone del nero · f7 cavallo del nero · b6 pedone del nero · d6 pedone del nero · h6 pedone del nero · a5 alfiere del nero · b5 pedone del nero · c5 pedone del nero · d5 re del nero · h5 pedone del bianco · a4 cavallo del bianco · h4 torre del bianco · h3 donna del bianco · b2 alfiere del bianco · c2 pedone del bianco · f2 cavallo del bianco · g2 re del bianco | d8 cavallo del nero · e8 alfiere del bianco · b7 pedone del nero · f7 cavallo del nero · b6 pedone del nero · d6 pedone del nero · h6 pedone del nero · a5 alfiere del nero · b5 pedone del nero · c5 pedone del nero · d5 re del nero · h5 pedone del bianco · a4 cavallo del bianco · h4 torre del bianco · h3 donna del bianco · b2 alfiere del bianco · c2 pedone del bianco · f2 cavallo del bianco · g2 re del bianco | d8 cavallo del nero · e8 alfiere del bianco · b7 pedone del nero · f7 cavallo del nero · b6 pedone del nero · d6 pedone del nero · h6 pedone del nero · a5 alfiere del nero · b5 pedone del nero · c5 pedone del nero · d5 re del nero · h5 pedone del bianco · a4 cavallo del bianco · h4 torre del bianco · h3 donna del bianco · b2 alfiere del bianco · c2 pedone del bianco · f2 cavallo del bianco · g2 re del bianco | d8 cavallo del nero · e8 alfiere del bianco · b7 pedone del nero · f7 cavallo del nero · b6 pedone del nero · d6 pedone del nero · h6 pedone del nero · a5 alfiere del nero · b5 pedone del nero · c5 pedone del nero · d5 re del nero · h5 pedone del bianco · a4 cavallo del bianco · h4 torre del bianco · h3 donna del bianco · b2 alfiere del bianco · c2 pedone del bianco · f2 cavallo del bianco · g2 re del bianco | d8 cavallo del nero · e8 alfiere del bianco · b7 pedone del nero · f7 cavallo del nero · b6 pedone del nero · d6 pedone del nero · h6 pedone del nero · a5 alfiere del nero · b5 pedone del nero · c5 pedone del nero · d5 re del nero · h5 pedone del bianco · a4 cavallo del bianco · h4 torre del bianco · h3 donna del bianco · b2 alfiere del bianco · c2 pedone del bianco · f2 cavallo del bianco · g2 re del bianco | 8 |
| 7 | d8 cavallo del nero · e8 alfiere del bianco · b7 pedone del nero · f7 cavallo del nero · b6 pedone del nero · d6 pedone del nero · h6 pedone del nero · a5 alfiere del nero · b5 pedone del nero · c5 pedone del nero · d5 re del nero · h5 pedone del bianco · a4 cavallo del bianco · h4 torre del bianco · h3 donna del bianco · b2 alfiere del bianco · c2 pedone del bianco · f2 cavallo del bianco · g2 re del bianco | d8 cavallo del nero · e8 alfiere del bianco · b7 pedone del nero · f7 cavallo del nero · b6 pedone del nero · d6 pedone del nero · h6 pedone del nero · a5 alfiere del nero · b5 pedone del nero · c5 pedone del nero · d5 re del nero · h5 pedone del bianco · a4 cavallo del bianco · h4 torre del bianco · h3 donna del bianco · b2 alfiere del bianco · c2 pedone del bianco · f2 cavallo del bianco · g2 re del bianco | d8 cavallo del nero · e8 alfiere del bianco · b7 pedone del nero · f7 cavallo del nero · b6 pedone del nero · d6 pedone del nero · h6 pedone del nero · a5 alfiere del nero · b5 pedone del nero · c5 pedone del nero · d5 re del nero · h5 pedone del bianco · a4 cavallo del bianco · h4 torre del bianco · h3 donna del bianco · b2 alfiere del bianco · c2 pedone del bianco · f2 cavallo del bianco · g2 re del bianco | d8 cavallo del nero · e8 alfiere del bianco · b7 pedone del nero · f7 cavallo del nero · b6 pedone del nero · d6 pedone del nero · h6 pedone del nero · a5 alfiere del nero · b5 pedone del nero · c5 pedone del nero · d5 re del nero · h5 pedone del bianco · a4 cavallo del bianco · h4 torre del bianco · h3 donna del bianco · b2 alfiere del bianco · c2 pedone del bianco · f2 cavallo del bianco · g2 re del bianco | d8 cavallo del nero · e8 alfiere del bianco · b7 pedone del nero · f7 cavallo del nero · b6 pedone del nero · d6 pedone del nero · h6 pedone del nero · a5 alfiere del nero · b5 pedone del nero · c5 pedone del nero · d5 re del nero · h5 pedone del bianco · a4 cavallo del bianco · h4 torre del bianco · h3 donna del bianco · b2 alfiere del bianco · c2 pedone del bianco · f2 cavallo del bianco · g2 re del bianco | d8 cavallo del nero · e8 alfiere del bianco · b7 pedone del nero · f7 cavallo del nero · b6 pedone del nero · d6 pedone del nero · h6 pedone del nero · a5 alfiere del nero · b5 pedone del nero · c5 pedone del nero · d5 re del nero · h5 pedone del bianco · a4 cavallo del bianco · h4 torre del bianco · h3 donna del bianco · b2 alfiere del bianco · c2 pedone del bianco · f2 cavallo del bianco · g2 re del bianco | d8 cavallo del nero · e8 alfiere del bianco · b7 pedone del nero · f7 cavallo del nero · b6 pedone del nero · d6 pedone del nero · h6 pedone del nero · a5 alfiere del nero · b5 pedone del nero · c5 pedone del nero · d5 re del nero · h5 pedone del bianco · a4 cavallo del bianco · h4 torre del bianco · h3 donna del bianco · b2 alfiere del bianco · c2 pedone del bianco · f2 cavallo del bianco · g2 re del bianco | d8 cavallo del nero · e8 alfiere del bianco · b7 pedone del nero · f7 cavallo del nero · b6 pedone del nero · d6 pedone del nero · h6 pedone del nero · a5 alfiere del nero · b5 pedone del nero · c5 pedone del nero · d5 re del nero · h5 pedone del bianco · a4 cavallo del bianco · h4 torre del bianco · h3 donna del bianco · b2 alfiere del bianco · c2 pedone del bianco · f2 cavallo del bianco · g2 re del bianco | 7 |
| 6 | d8 cavallo del nero · e8 alfiere del bianco · b7 pedone del nero · f7 cavallo del nero · b6 pedone del nero · d6 pedone del nero · h6 pedone del nero · a5 alfiere del nero · b5 pedone del nero · c5 pedone del nero · d5 re del nero · h5 pedone del bianco · a4 cavallo del bianco · h4 torre del bianco · h3 donna del bianco · b2 alfiere del bianco · c2 pedone del bianco · f2 cavallo del bianco · g2 re del bianco | d8 cavallo del nero · e8 alfiere del bianco · b7 pedone del nero · f7 cavallo del nero · b6 pedone del nero · d6 pedone del nero · h6 pedone del nero · a5 alfiere del nero · b5 pedone del nero · c5 pedone del nero · d5 re del nero · h5 pedone del bianco · a4 cavallo del bianco · h4 torre del bianco · h3 donna del bianco · b2 alfiere del bianco · c2 pedone del bianco · f2 cavallo del bianco · g2 re del bianco | d8 cavallo del nero · e8 alfiere del bianco · b7 pedone del nero · f7 cavallo del nero · b6 pedone del nero · d6 pedone del nero · h6 pedone del nero · a5 alfiere del nero · b5 pedone del nero · c5 pedone del nero · d5 re del nero · h5 pedone del bianco · a4 cavallo del bianco · h4 torre del bianco · h3 donna del bianco · b2 alfiere del bianco · c2 pedone del bianco · f2 cavallo del bianco · g2 re del bianco | d8 cavallo del nero · e8 alfiere del bianco · b7 pedone del nero · f7 cavallo del nero · b6 pedone del nero · d6 pedone del nero · h6 pedone del nero · a5 alfiere del nero · b5 pedone del nero · c5 pedone del nero · d5 re del nero · h5 pedone del bianco · a4 cavallo del bianco · h4 torre del bianco · h3 donna del bianco · b2 alfiere del bianco · c2 pedone del bianco · f2 cavallo del bianco · g2 re del bianco | d8 cavallo del nero · e8 alfiere del bianco · b7 pedone del nero · f7 cavallo del nero · b6 pedone del nero · d6 pedone del nero · h6 pedone del nero · a5 alfiere del nero · b5 pedone del nero · c5 pedone del nero · d5 re del nero · h5 pedone del bianco · a4 cavallo del bianco · h4 torre del bianco · h3 donna del bianco · b2 alfiere del bianco · c2 pedone del bianco · f2 cavallo del bianco · g2 re del bianco | d8 cavallo del nero · e8 alfiere del bianco · b7 pedone del nero · f7 cavallo del nero · b6 pedone del nero · d6 pedone del nero · h6 pedone del nero · a5 alfiere del nero · b5 pedone del nero · c5 pedone del nero · d5 re del nero · h5 pedone del bianco · a4 cavallo del bianco · h4 torre del bianco · h3 donna del bianco · b2 alfiere del bianco · c2 pedone del bianco · f2 cavallo del bianco · g2 re del bianco | d8 cavallo del nero · e8 alfiere del bianco · b7 pedone del nero · f7 cavallo del nero · b6 pedone del nero · d6 pedone del nero · h6 pedone del nero · a5 alfiere del nero · b5 pedone del nero · c5 pedone del nero · d5 re del nero · h5 pedone del bianco · a4 cavallo del bianco · h4 torre del bianco · h3 donna del bianco · b2 alfiere del bianco · c2 pedone del bianco · f2 cavallo del bianco · g2 re del bianco | d8 cavallo del nero · e8 alfiere del bianco · b7 pedone del nero · f7 cavallo del nero · b6 pedone del nero · d6 pedone del nero · h6 pedone del nero · a5 alfiere del nero · b5 pedone del nero · c5 pedone del nero · d5 re del nero · h5 pedone del bianco · a4 cavallo del bianco · h4 torre del bianco · h3 donna del bianco · b2 alfiere del bianco · c2 pedone del bianco · f2 cavallo del bianco · g2 re del bianco | 6 |
| 5 | d8 cavallo del nero · e8 alfiere del bianco · b7 pedone del nero · f7 cavallo del nero · b6 pedone del nero · d6 pedone del nero · h6 pedone del nero · a5 alfiere del nero · b5 pedone del nero · c5 pedone del nero · d5 re del nero · h5 pedone del bianco · a4 cavallo del bianco · h4 torre del bianco · h3 donna del bianco · b2 alfiere del bianco · c2 pedone del bianco · f2 cavallo del bianco · g2 re del bianco | d8 cavallo del nero · e8 alfiere del bianco · b7 pedone del nero · f7 cavallo del nero · b6 pedone del nero · d6 pedone del nero · h6 pedone del nero · a5 alfiere del nero · b5 pedone del nero · c5 pedone del nero · d5 re del nero · h5 pedone del bianco · a4 cavallo del bianco · h4 torre del bianco · h3 donna del bianco · b2 alfiere del bianco · c2 pedone del bianco · f2 cavallo del bianco · g2 re del bianco | d8 cavallo del nero · e8 alfiere del bianco · b7 pedone del nero · f7 cavallo del nero · b6 pedone del nero · d6 pedone del nero · h6 pedone del nero · a5 alfiere del nero · b5 pedone del nero · c5 pedone del nero · d5 re del nero · h5 pedone del bianco · a4 cavallo del bianco · h4 torre del bianco · h3 donna del bianco · b2 alfiere del bianco · c2 pedone del bianco · f2 cavallo del bianco · g2 re del bianco | d8 cavallo del nero · e8 alfiere del bianco · b7 pedone del nero · f7 cavallo del nero · b6 pedone del nero · d6 pedone del nero · h6 pedone del nero · a5 alfiere del nero · b5 pedone del nero · c5 pedone del nero · d5 re del nero · h5 pedone del bianco · a4 cavallo del bianco · h4 torre del bianco · h3 donna del bianco · b2 alfiere del bianco · c2 pedone del bianco · f2 cavallo del bianco · g2 re del bianco | d8 cavallo del nero · e8 alfiere del bianco · b7 pedone del nero · f7 cavallo del nero · b6 pedone del nero · d6 pedone del nero · h6 pedone del nero · a5 alfiere del nero · b5 pedone del nero · c5 pedone del nero · d5 re del nero · h5 pedone del bianco · a4 cavallo del bianco · h4 torre del bianco · h3 donna del bianco · b2 alfiere del bianco · c2 pedone del bianco · f2 cavallo del bianco · g2 re del bianco | d8 cavallo del nero · e8 alfiere del bianco · b7 pedone del nero · f7 cavallo del nero · b6 pedone del nero · d6 pedone del nero · h6 pedone del nero · a5 alfiere del nero · b5 pedone del nero · c5 pedone del nero · d5 re del nero · h5 pedone del bianco · a4 cavallo del bianco · h4 torre del bianco · h3 donna del bianco · b2 alfiere del bianco · c2 pedone del bianco · f2 cavallo del bianco · g2 re del bianco | d8 cavallo del nero · e8 alfiere del bianco · b7 pedone del nero · f7 cavallo del nero · b6 pedone del nero · d6 pedone del nero · h6 pedone del nero · a5 alfiere del nero · b5 pedone del nero · c5 pedone del nero · d5 re del nero · h5 pedone del bianco · a4 cavallo del bianco · h4 torre del bianco · h3 donna del bianco · b2 alfiere del bianco · c2 pedone del bianco · f2 cavallo del bianco · g2 re del bianco | d8 cavallo del nero · e8 alfiere del bianco · b7 pedone del nero · f7 cavallo del nero · b6 pedone del nero · d6 pedone del nero · h6 pedone del nero · a5 alfiere del nero · b5 pedone del nero · c5 pedone del nero · d5 re del nero · h5 pedone del bianco · a4 cavallo del bianco · h4 torre del bianco · h3 donna del bianco · b2 alfiere del bianco · c2 pedone del bianco · f2 cavallo del bianco · g2 re del bianco | 5 |
| 4 | d8 cavallo del nero · e8 alfiere del bianco · b7 pedone del nero · f7 cavallo del nero · b6 pedone del nero · d6 pedone del nero · h6 pedone del nero · a5 alfiere del nero · b5 pedone del nero · c5 pedone del nero · d5 re del nero · h5 pedone del bianco · a4 cavallo del bianco · h4 torre del bianco · h3 donna del bianco · b2 alfiere del bianco · c2 pedone del bianco · f2 cavallo del bianco · g2 re del bianco | d8 cavallo del nero · e8 alfiere del bianco · b7 pedone del nero · f7 cavallo del nero · b6 pedone del nero · d6 pedone del nero · h6 pedone del nero · a5 alfiere del nero · b5 pedone del nero · c5 pedone del nero · d5 re del nero · h5 pedone del bianco · a4 cavallo del bianco · h4 torre del bianco · h3 donna del bianco · b2 alfiere del bianco · c2 pedone del bianco · f2 cavallo del bianco · g2 re del bianco | d8 cavallo del nero · e8 alfiere del bianco · b7 pedone del nero · f7 cavallo del nero · b6 pedone del nero · d6 pedone del nero · h6 pedone del nero · a5 alfiere del nero · b5 pedone del nero · c5 pedone del nero · d5 re del nero · h5 pedone del bianco · a4 cavallo del bianco · h4 torre del bianco · h3 donna del bianco · b2 alfiere del bianco · c2 pedone del bianco · f2 cavallo del bianco · g2 re del bianco | d8 cavallo del nero · e8 alfiere del bianco · b7 pedone del nero · f7 cavallo del nero · b6 pedone del nero · d6 pedone del nero · h6 pedone del nero · a5 alfiere del nero · b5 pedone del nero · c5 pedone del nero · d5 re del nero · h5 pedone del bianco · a4 cavallo del bianco · h4 torre del bianco · h3 donna del bianco · b2 alfiere del bianco · c2 pedone del bianco · f2 cavallo del bianco · g2 re del bianco | d8 cavallo del nero · e8 alfiere del bianco · b7 pedone del nero · f7 cavallo del nero · b6 pedone del nero · d6 pedone del nero · h6 pedone del nero · a5 alfiere del nero · b5 pedone del nero · c5 pedone del nero · d5 re del nero · h5 pedone del bianco · a4 cavallo del bianco · h4 torre del bianco · h3 donna del bianco · b2 alfiere del bianco · c2 pedone del bianco · f2 cavallo del bianco · g2 re del bianco | d8 cavallo del nero · e8 alfiere del bianco · b7 pedone del nero · f7 cavallo del nero · b6 pedone del nero · d6 pedone del nero · h6 pedone del nero · a5 alfiere del nero · b5 pedone del nero · c5 pedone del nero · d5 re del nero · h5 pedone del bianco · a4 cavallo del bianco · h4 torre del bianco · h3 donna del bianco · b2 alfiere del bianco · c2 pedone del bianco · f2 cavallo del bianco · g2 re del bianco | d8 cavallo del nero · e8 alfiere del bianco · b7 pedone del nero · f7 cavallo del nero · b6 pedone del nero · d6 pedone del nero · h6 pedone del nero · a5 alfiere del nero · b5 pedone del nero · c5 pedone del nero · d5 re del nero · h5 pedone del bianco · a4 cavallo del bianco · h4 torre del bianco · h3 donna del bianco · b2 alfiere del bianco · c2 pedone del bianco · f2 cavallo del bianco · g2 re del bianco | d8 cavallo del nero · e8 alfiere del bianco · b7 pedone del nero · f7 cavallo del nero · b6 pedone del nero · d6 pedone del nero · h6 pedone del nero · a5 alfiere del nero · b5 pedone del nero · c5 pedone del nero · d5 re del nero · h5 pedone del bianco · a4 cavallo del bianco · h4 torre del bianco · h3 donna del bianco · b2 alfiere del bianco · c2 pedone del bianco · f2 cavallo del bianco · g2 re del bianco | 4 |
| 3 | d8 cavallo del nero · e8 alfiere del bianco · b7 pedone del nero · f7 cavallo del nero · b6 pedone del nero · d6 pedone del nero · h6 pedone del nero · a5 alfiere del nero · b5 pedone del nero · c5 pedone del nero · d5 re del nero · h5 pedone del bianco · a4 cavallo del bianco · h4 torre del bianco · h3 donna del bianco · b2 alfiere del bianco · c2 pedone del bianco · f2 cavallo del bianco · g2 re del bianco | d8 cavallo del nero · e8 alfiere del bianco · b7 pedone del nero · f7 cavallo del nero · b6 pedone del nero · d6 pedone del nero · h6 pedone del nero · a5 alfiere del nero · b5 pedone del nero · c5 pedone del nero · d5 re del nero · h5 pedone del bianco · a4 cavallo del bianco · h4 torre del bianco · h3 donna del bianco · b2 alfiere del bianco · c2 pedone del bianco · f2 cavallo del bianco · g2 re del bianco | d8 cavallo del nero · e8 alfiere del bianco · b7 pedone del nero · f7 cavallo del nero · b6 pedone del nero · d6 pedone del nero · h6 pedone del nero · a5 alfiere del nero · b5 pedone del nero · c5 pedone del nero · d5 re del nero · h5 pedone del bianco · a4 cavallo del bianco · h4 torre del bianco · h3 donna del bianco · b2 alfiere del bianco · c2 pedone del bianco · f2 cavallo del bianco · g2 re del bianco | d8 cavallo del nero · e8 alfiere del bianco · b7 pedone del nero · f7 cavallo del nero · b6 pedone del nero · d6 pedone del nero · h6 pedone del nero · a5 alfiere del nero · b5 pedone del nero · c5 pedone del nero · d5 re del nero · h5 pedone del bianco · a4 cavallo del bianco · h4 torre del bianco · h3 donna del bianco · b2 alfiere del bianco · c2 pedone del bianco · f2 cavallo del bianco · g2 re del bianco | d8 cavallo del nero · e8 alfiere del bianco · b7 pedone del nero · f7 cavallo del nero · b6 pedone del nero · d6 pedone del nero · h6 pedone del nero · a5 alfiere del nero · b5 pedone del nero · c5 pedone del nero · d5 re del nero · h5 pedone del bianco · a4 cavallo del bianco · h4 torre del bianco · h3 donna del bianco · b2 alfiere del bianco · c2 pedone del bianco · f2 cavallo del bianco · g2 re del bianco | d8 cavallo del nero · e8 alfiere del bianco · b7 pedone del nero · f7 cavallo del nero · b6 pedone del nero · d6 pedone del nero · h6 pedone del nero · a5 alfiere del nero · b5 pedone del nero · c5 pedone del nero · d5 re del nero · h5 pedone del bianco · a4 cavallo del bianco · h4 torre del bianco · h3 donna del bianco · b2 alfiere del bianco · c2 pedone del bianco · f2 cavallo del bianco · g2 re del bianco | d8 cavallo del nero · e8 alfiere del bianco · b7 pedone del nero · f7 cavallo del nero · b6 pedone del nero · d6 pedone del nero · h6 pedone del nero · a5 alfiere del nero · b5 pedone del nero · c5 pedone del nero · d5 re del nero · h5 pedone del bianco · a4 cavallo del bianco · h4 torre del bianco · h3 donna del bianco · b2 alfiere del bianco · c2 pedone del bianco · f2 cavallo del bianco · g2 re del bianco | d8 cavallo del nero · e8 alfiere del bianco · b7 pedone del nero · f7 cavallo del nero · b6 pedone del nero · d6 pedone del nero · h6 pedone del nero · a5 alfiere del nero · b5 pedone del nero · c5 pedone del nero · d5 re del nero · h5 pedone del bianco · a4 cavallo del bianco · h4 torre del bianco · h3 donna del bianco · b2 alfiere del bianco · c2 pedone del bianco · f2 cavallo del bianco · g2 re del bianco | 3 |
| 2 | d8 cavallo del nero · e8 alfiere del bianco · b7 pedone del nero · f7 cavallo del nero · b6 pedone del nero · d6 pedone del nero · h6 pedone del nero · a5 alfiere del nero · b5 pedone del nero · c5 pedone del nero · d5 re del nero · h5 pedone del bianco · a4 cavallo del bianco · h4 torre del bianco · h3 donna del bianco · b2 alfiere del bianco · c2 pedone del bianco · f2 cavallo del bianco · g2 re del bianco | d8 cavallo del nero · e8 alfiere del bianco · b7 pedone del nero · f7 cavallo del nero · b6 pedone del nero · d6 pedone del nero · h6 pedone del nero · a5 alfiere del nero · b5 pedone del nero · c5 pedone del nero · d5 re del nero · h5 pedone del bianco · a4 cavallo del bianco · h4 torre del bianco · h3 donna del bianco · b2 alfiere del bianco · c2 pedone del bianco · f2 cavallo del bianco · g2 re del bianco | d8 cavallo del nero · e8 alfiere del bianco · b7 pedone del nero · f7 cavallo del nero · b6 pedone del nero · d6 pedone del nero · h6 pedone del nero · a5 alfiere del nero · b5 pedone del nero · c5 pedone del nero · d5 re del nero · h5 pedone del bianco · a4 cavallo del bianco · h4 torre del bianco · h3 donna del bianco · b2 alfiere del bianco · c2 pedone del bianco · f2 cavallo del bianco · g2 re del bianco | d8 cavallo del nero · e8 alfiere del bianco · b7 pedone del nero · f7 cavallo del nero · b6 pedone del nero · d6 pedone del nero · h6 pedone del nero · a5 alfiere del nero · b5 pedone del nero · c5 pedone del nero · d5 re del nero · h5 pedone del bianco · a4 cavallo del bianco · h4 torre del bianco · h3 donna del bianco · b2 alfiere del bianco · c2 pedone del bianco · f2 cavallo del bianco · g2 re del bianco | d8 cavallo del nero · e8 alfiere del bianco · b7 pedone del nero · f7 cavallo del nero · b6 pedone del nero · d6 pedone del nero · h6 pedone del nero · a5 alfiere del nero · b5 pedone del nero · c5 pedone del nero · d5 re del nero · h5 pedone del bianco · a4 cavallo del bianco · h4 torre del bianco · h3 donna del bianco · b2 alfiere del bianco · c2 pedone del bianco · f2 cavallo del bianco · g2 re del bianco | d8 cavallo del nero · e8 alfiere del bianco · b7 pedone del nero · f7 cavallo del nero · b6 pedone del nero · d6 pedone del nero · h6 pedone del nero · a5 alfiere del nero · b5 pedone del nero · c5 pedone del nero · d5 re del nero · h5 pedone del bianco · a4 cavallo del bianco · h4 torre del bianco · h3 donna del bianco · b2 alfiere del bianco · c2 pedone del bianco · f2 cavallo del bianco · g2 re del bianco | d8 cavallo del nero · e8 alfiere del bianco · b7 pedone del nero · f7 cavallo del nero · b6 pedone del nero · d6 pedone del nero · h6 pedone del nero · a5 alfiere del nero · b5 pedone del nero · c5 pedone del nero · d5 re del nero · h5 pedone del bianco · a4 cavallo del bianco · h4 torre del bianco · h3 donna del bianco · b2 alfiere del bianco · c2 pedone del bianco · f2 cavallo del bianco · g2 re del bianco | d8 cavallo del nero · e8 alfiere del bianco · b7 pedone del nero · f7 cavallo del nero · b6 pedone del nero · d6 pedone del nero · h6 pedone del nero · a5 alfiere del nero · b5 pedone del nero · c5 pedone del nero · d5 re del nero · h5 pedone del bianco · a4 cavallo del bianco · h4 torre del bianco · h3 donna del bianco · b2 alfiere del bianco · c2 pedone del bianco · f2 cavallo del bianco · g2 re del bianco | 2 |
| 1 | d8 cavallo del nero · e8 alfiere del bianco · b7 pedone del nero · f7 cavallo del nero · b6 pedone del nero · d6 pedone del nero · h6 pedone del nero · a5 alfiere del nero · b5 pedone del nero · c5 pedone del nero · d5 re del nero · h5 pedone del bianco · a4 cavallo del bianco · h4 torre del bianco · h3 donna del bianco · b2 alfiere del bianco · c2 pedone del bianco · f2 cavallo del bianco · g2 re del bianco | d8 cavallo del nero · e8 alfiere del bianco · b7 pedone del nero · f7 cavallo del nero · b6 pedone del nero · d6 pedone del nero · h6 pedone del nero · a5 alfiere del nero · b5 pedone del nero · c5 pedone del nero · d5 re del nero · h5 pedone del bianco · a4 cavallo del bianco · h4 torre del bianco · h3 donna del bianco · b2 alfiere del bianco · c2 pedone del bianco · f2 cavallo del bianco · g2 re del bianco | d8 cavallo del nero · e8 alfiere del bianco · b7 pedone del nero · f7 cavallo del nero · b6 pedone del nero · d6 pedone del nero · h6 pedone del nero · a5 alfiere del nero · b5 pedone del nero · c5 pedone del nero · d5 re del nero · h5 pedone del bianco · a4 cavallo del bianco · h4 torre del bianco · h3 donna del bianco · b2 alfiere del bianco · c2 pedone del bianco · f2 cavallo del bianco · g2 re del bianco | d8 cavallo del nero · e8 alfiere del bianco · b7 pedone del nero · f7 cavallo del nero · b6 pedone del nero · d6 pedone del nero · h6 pedone del nero · a5 alfiere del nero · b5 pedone del nero · c5 pedone del nero · d5 re del nero · h5 pedone del bianco · a4 cavallo del bianco · h4 torre del bianco · h3 donna del bianco · b2 alfiere del bianco · c2 pedone del bianco · f2 cavallo del bianco · g2 re del bianco | d8 cavallo del nero · e8 alfiere del bianco · b7 pedone del nero · f7 cavallo del nero · b6 pedone del nero · d6 pedone del nero · h6 pedone del nero · a5 alfiere del nero · b5 pedone del nero · c5 pedone del nero · d5 re del nero · h5 pedone del bianco · a4 cavallo del bianco · h4 torre del bianco · h3 donna del bianco · b2 alfiere del bianco · c2 pedone del bianco · f2 cavallo del bianco · g2 re del bianco | d8 cavallo del nero · e8 alfiere del bianco · b7 pedone del nero · f7 cavallo del nero · b6 pedone del nero · d6 pedone del nero · h6 pedone del nero · a5 alfiere del nero · b5 pedone del nero · c5 pedone del nero · d5 re del nero · h5 pedone del bianco · a4 cavallo del bianco · h4 torre del bianco · h3 donna del bianco · b2 alfiere del bianco · c2 pedone del bianco · f2 cavallo del bianco · g2 re del bianco | d8 cavallo del nero · e8 alfiere del bianco · b7 pedone del nero · f7 cavallo del nero · b6 pedone del nero · d6 pedone del nero · h6 pedone del nero · a5 alfiere del nero · b5 pedone del nero · c5 pedone del nero · d5 re del nero · h5 pedone del bianco · a4 cavallo del bianco · h4 torre del bianco · h3 donna del bianco · b2 alfiere del bianco · c2 pedone del bianco · f2 cavallo del bianco · g2 re del bianco | d8 cavallo del nero · e8 alfiere del bianco · b7 pedone del nero · f7 cavallo del nero · b6 pedone del nero · d6 pedone del nero · h6 pedone del nero · a5 alfiere del nero · b5 pedone del nero · c5 pedone del nero · d5 re del nero · h5 pedone del bianco · a4 cavallo del bianco · h4 torre del bianco · h3 donna del bianco · b2 alfiere del bianco · c2 pedone del bianco · f2 cavallo del bianco · g2 re del bianco | 1 |
|   | a | b | c | d | e | f | g | h |   |

Soluzione:
1. Tb4!  (zugzwang)
1... Axb4  2. Cxb6#

1... bxa4  2.c4#

1... Cg5/h8  2. Df5#

1... Ce5  2. Cc3#

1... Ce6  2. Df3#

1... Cc6  2. Axf7#

1... cxb4  2. Db3#

|   | a | b | c | d | e | f | g | h |   |
| 8 | c8 donna del bianco · a7 alfiere del bianco · b6 torre del bianco · d6 pedone del nero · f6 re del bianco · a5 torre del nero · d5 pedone del nero · f5 alfiere del bianco · c4 alfiere del nero · d4 re del nero · d2 pedone del bianco · a1 alfiere del nero | c8 donna del bianco · a7 alfiere del bianco · b6 torre del bianco · d6 pedone del nero · f6 re del bianco · a5 torre del nero · d5 pedone del nero · f5 alfiere del bianco · c4 alfiere del nero · d4 re del nero · d2 pedone del bianco · a1 alfiere del nero | c8 donna del bianco · a7 alfiere del bianco · b6 torre del bianco · d6 pedone del nero · f6 re del bianco · a5 torre del nero · d5 pedone del nero · f5 alfiere del bianco · c4 alfiere del nero · d4 re del nero · d2 pedone del bianco · a1 alfiere del nero | c8 donna del bianco · a7 alfiere del bianco · b6 torre del bianco · d6 pedone del nero · f6 re del bianco · a5 torre del nero · d5 pedone del nero · f5 alfiere del bianco · c4 alfiere del nero · d4 re del nero · d2 pedone del bianco · a1 alfiere del nero | c8 donna del bianco · a7 alfiere del bianco · b6 torre del bianco · d6 pedone del nero · f6 re del bianco · a5 torre del nero · d5 pedone del nero · f5 alfiere del bianco · c4 alfiere del nero · d4 re del nero · d2 pedone del bianco · a1 alfiere del nero | c8 donna del bianco · a7 alfiere del bianco · b6 torre del bianco · d6 pedone del nero · f6 re del bianco · a5 torre del nero · d5 pedone del nero · f5 alfiere del bianco · c4 alfiere del nero · d4 re del nero · d2 pedone del bianco · a1 alfiere del nero | c8 donna del bianco · a7 alfiere del bianco · b6 torre del bianco · d6 pedone del nero · f6 re del bianco · a5 torre del nero · d5 pedone del nero · f5 alfiere del bianco · c4 alfiere del nero · d4 re del nero · d2 pedone del bianco · a1 alfiere del nero | c8 donna del bianco · a7 alfiere del bianco · b6 torre del bianco · d6 pedone del nero · f6 re del bianco · a5 torre del nero · d5 pedone del nero · f5 alfiere del bianco · c4 alfiere del nero · d4 re del nero · d2 pedone del bianco · a1 alfiere del nero | 8 |
| 7 | c8 donna del bianco · a7 alfiere del bianco · b6 torre del bianco · d6 pedone del nero · f6 re del bianco · a5 torre del nero · d5 pedone del nero · f5 alfiere del bianco · c4 alfiere del nero · d4 re del nero · d2 pedone del bianco · a1 alfiere del nero | c8 donna del bianco · a7 alfiere del bianco · b6 torre del bianco · d6 pedone del nero · f6 re del bianco · a5 torre del nero · d5 pedone del nero · f5 alfiere del bianco · c4 alfiere del nero · d4 re del nero · d2 pedone del bianco · a1 alfiere del nero | c8 donna del bianco · a7 alfiere del bianco · b6 torre del bianco · d6 pedone del nero · f6 re del bianco · a5 torre del nero · d5 pedone del nero · f5 alfiere del bianco · c4 alfiere del nero · d4 re del nero · d2 pedone del bianco · a1 alfiere del nero | c8 donna del bianco · a7 alfiere del bianco · b6 torre del bianco · d6 pedone del nero · f6 re del bianco · a5 torre del nero · d5 pedone del nero · f5 alfiere del bianco · c4 alfiere del nero · d4 re del nero · d2 pedone del bianco · a1 alfiere del nero | c8 donna del bianco · a7 alfiere del bianco · b6 torre del bianco · d6 pedone del nero · f6 re del bianco · a5 torre del nero · d5 pedone del nero · f5 alfiere del bianco · c4 alfiere del nero · d4 re del nero · d2 pedone del bianco · a1 alfiere del nero | c8 donna del bianco · a7 alfiere del bianco · b6 torre del bianco · d6 pedone del nero · f6 re del bianco · a5 torre del nero · d5 pedone del nero · f5 alfiere del bianco · c4 alfiere del nero · d4 re del nero · d2 pedone del bianco · a1 alfiere del nero | c8 donna del bianco · a7 alfiere del bianco · b6 torre del bianco · d6 pedone del nero · f6 re del bianco · a5 torre del nero · d5 pedone del nero · f5 alfiere del bianco · c4 alfiere del nero · d4 re del nero · d2 pedone del bianco · a1 alfiere del nero | c8 donna del bianco · a7 alfiere del bianco · b6 torre del bianco · d6 pedone del nero · f6 re del bianco · a5 torre del nero · d5 pedone del nero · f5 alfiere del bianco · c4 alfiere del nero · d4 re del nero · d2 pedone del bianco · a1 alfiere del nero | 7 |
| 6 | c8 donna del bianco · a7 alfiere del bianco · b6 torre del bianco · d6 pedone del nero · f6 re del bianco · a5 torre del nero · d5 pedone del nero · f5 alfiere del bianco · c4 alfiere del nero · d4 re del nero · d2 pedone del bianco · a1 alfiere del nero | c8 donna del bianco · a7 alfiere del bianco · b6 torre del bianco · d6 pedone del nero · f6 re del bianco · a5 torre del nero · d5 pedone del nero · f5 alfiere del bianco · c4 alfiere del nero · d4 re del nero · d2 pedone del bianco · a1 alfiere del nero | c8 donna del bianco · a7 alfiere del bianco · b6 torre del bianco · d6 pedone del nero · f6 re del bianco · a5 torre del nero · d5 pedone del nero · f5 alfiere del bianco · c4 alfiere del nero · d4 re del nero · d2 pedone del bianco · a1 alfiere del nero | c8 donna del bianco · a7 alfiere del bianco · b6 torre del bianco · d6 pedone del nero · f6 re del bianco · a5 torre del nero · d5 pedone del nero · f5 alfiere del bianco · c4 alfiere del nero · d4 re del nero · d2 pedone del bianco · a1 alfiere del nero | c8 donna del bianco · a7 alfiere del bianco · b6 torre del bianco · d6 pedone del nero · f6 re del bianco · a5 torre del nero · d5 pedone del nero · f5 alfiere del bianco · c4 alfiere del nero · d4 re del nero · d2 pedone del bianco · a1 alfiere del nero | c8 donna del bianco · a7 alfiere del bianco · b6 torre del bianco · d6 pedone del nero · f6 re del bianco · a5 torre del nero · d5 pedone del nero · f5 alfiere del bianco · c4 alfiere del nero · d4 re del nero · d2 pedone del bianco · a1 alfiere del nero | c8 donna del bianco · a7 alfiere del bianco · b6 torre del bianco · d6 pedone del nero · f6 re del bianco · a5 torre del nero · d5 pedone del nero · f5 alfiere del bianco · c4 alfiere del nero · d4 re del nero · d2 pedone del bianco · a1 alfiere del nero | c8 donna del bianco · a7 alfiere del bianco · b6 torre del bianco · d6 pedone del nero · f6 re del bianco · a5 torre del nero · d5 pedone del nero · f5 alfiere del bianco · c4 alfiere del nero · d4 re del nero · d2 pedone del bianco · a1 alfiere del nero | 6 |
| 5 | c8 donna del bianco · a7 alfiere del bianco · b6 torre del bianco · d6 pedone del nero · f6 re del bianco · a5 torre del nero · d5 pedone del nero · f5 alfiere del bianco · c4 alfiere del nero · d4 re del nero · d2 pedone del bianco · a1 alfiere del nero | c8 donna del bianco · a7 alfiere del bianco · b6 torre del bianco · d6 pedone del nero · f6 re del bianco · a5 torre del nero · d5 pedone del nero · f5 alfiere del bianco · c4 alfiere del nero · d4 re del nero · d2 pedone del bianco · a1 alfiere del nero | c8 donna del bianco · a7 alfiere del bianco · b6 torre del bianco · d6 pedone del nero · f6 re del bianco · a5 torre del nero · d5 pedone del nero · f5 alfiere del bianco · c4 alfiere del nero · d4 re del nero · d2 pedone del bianco · a1 alfiere del nero | c8 donna del bianco · a7 alfiere del bianco · b6 torre del bianco · d6 pedone del nero · f6 re del bianco · a5 torre del nero · d5 pedone del nero · f5 alfiere del bianco · c4 alfiere del nero · d4 re del nero · d2 pedone del bianco · a1 alfiere del nero | c8 donna del bianco · a7 alfiere del bianco · b6 torre del bianco · d6 pedone del nero · f6 re del bianco · a5 torre del nero · d5 pedone del nero · f5 alfiere del bianco · c4 alfiere del nero · d4 re del nero · d2 pedone del bianco · a1 alfiere del nero | c8 donna del bianco · a7 alfiere del bianco · b6 torre del bianco · d6 pedone del nero · f6 re del bianco · a5 torre del nero · d5 pedone del nero · f5 alfiere del bianco · c4 alfiere del nero · d4 re del nero · d2 pedone del bianco · a1 alfiere del nero | c8 donna del bianco · a7 alfiere del bianco · b6 torre del bianco · d6 pedone del nero · f6 re del bianco · a5 torre del nero · d5 pedone del nero · f5 alfiere del bianco · c4 alfiere del nero · d4 re del nero · d2 pedone del bianco · a1 alfiere del nero | c8 donna del bianco · a7 alfiere del bianco · b6 torre del bianco · d6 pedone del nero · f6 re del bianco · a5 torre del nero · d5 pedone del nero · f5 alfiere del bianco · c4 alfiere del nero · d4 re del nero · d2 pedone del bianco · a1 alfiere del nero | 5 |
| 4 | c8 donna del bianco · a7 alfiere del bianco · b6 torre del bianco · d6 pedone del nero · f6 re del bianco · a5 torre del nero · d5 pedone del nero · f5 alfiere del bianco · c4 alfiere del nero · d4 re del nero · d2 pedone del bianco · a1 alfiere del nero | c8 donna del bianco · a7 alfiere del bianco · b6 torre del bianco · d6 pedone del nero · f6 re del bianco · a5 torre del nero · d5 pedone del nero · f5 alfiere del bianco · c4 alfiere del nero · d4 re del nero · d2 pedone del bianco · a1 alfiere del nero | c8 donna del bianco · a7 alfiere del bianco · b6 torre del bianco · d6 pedone del nero · f6 re del bianco · a5 torre del nero · d5 pedone del nero · f5 alfiere del bianco · c4 alfiere del nero · d4 re del nero · d2 pedone del bianco · a1 alfiere del nero | c8 donna del bianco · a7 alfiere del bianco · b6 torre del bianco · d6 pedone del nero · f6 re del bianco · a5 torre del nero · d5 pedone del nero · f5 alfiere del bianco · c4 alfiere del nero · d4 re del nero · d2 pedone del bianco · a1 alfiere del nero | c8 donna del bianco · a7 alfiere del bianco · b6 torre del bianco · d6 pedone del nero · f6 re del bianco · a5 torre del nero · d5 pedone del nero · f5 alfiere del bianco · c4 alfiere del nero · d4 re del nero · d2 pedone del bianco · a1 alfiere del nero | c8 donna del bianco · a7 alfiere del bianco · b6 torre del bianco · d6 pedone del nero · f6 re del bianco · a5 torre del nero · d5 pedone del nero · f5 alfiere del bianco · c4 alfiere del nero · d4 re del nero · d2 pedone del bianco · a1 alfiere del nero | c8 donna del bianco · a7 alfiere del bianco · b6 torre del bianco · d6 pedone del nero · f6 re del bianco · a5 torre del nero · d5 pedone del nero · f5 alfiere del bianco · c4 alfiere del nero · d4 re del nero · d2 pedone del bianco · a1 alfiere del nero | c8 donna del bianco · a7 alfiere del bianco · b6 torre del bianco · d6 pedone del nero · f6 re del bianco · a5 torre del nero · d5 pedone del nero · f5 alfiere del bianco · c4 alfiere del nero · d4 re del nero · d2 pedone del bianco · a1 alfiere del nero | 4 |
| 3 | c8 donna del bianco · a7 alfiere del bianco · b6 torre del bianco · d6 pedone del nero · f6 re del bianco · a5 torre del nero · d5 pedone del nero · f5 alfiere del bianco · c4 alfiere del nero · d4 re del nero · d2 pedone del bianco · a1 alfiere del nero | c8 donna del bianco · a7 alfiere del bianco · b6 torre del bianco · d6 pedone del nero · f6 re del bianco · a5 torre del nero · d5 pedone del nero · f5 alfiere del bianco · c4 alfiere del nero · d4 re del nero · d2 pedone del bianco · a1 alfiere del nero | c8 donna del bianco · a7 alfiere del bianco · b6 torre del bianco · d6 pedone del nero · f6 re del bianco · a5 torre del nero · d5 pedone del nero · f5 alfiere del bianco · c4 alfiere del nero · d4 re del nero · d2 pedone del bianco · a1 alfiere del nero | c8 donna del bianco · a7 alfiere del bianco · b6 torre del bianco · d6 pedone del nero · f6 re del bianco · a5 torre del nero · d5 pedone del nero · f5 alfiere del bianco · c4 alfiere del nero · d4 re del nero · d2 pedone del bianco · a1 alfiere del nero | c8 donna del bianco · a7 alfiere del bianco · b6 torre del bianco · d6 pedone del nero · f6 re del bianco · a5 torre del nero · d5 pedone del nero · f5 alfiere del bianco · c4 alfiere del nero · d4 re del nero · d2 pedone del bianco · a1 alfiere del nero | c8 donna del bianco · a7 alfiere del bianco · b6 torre del bianco · d6 pedone del nero · f6 re del bianco · a5 torre del nero · d5 pedone del nero · f5 alfiere del bianco · c4 alfiere del nero · d4 re del nero · d2 pedone del bianco · a1 alfiere del nero | c8 donna del bianco · a7 alfiere del bianco · b6 torre del bianco · d6 pedone del nero · f6 re del bianco · a5 torre del nero · d5 pedone del nero · f5 alfiere del bianco · c4 alfiere del nero · d4 re del nero · d2 pedone del bianco · a1 alfiere del nero | c8 donna del bianco · a7 alfiere del bianco · b6 torre del bianco · d6 pedone del nero · f6 re del bianco · a5 torre del nero · d5 pedone del nero · f5 alfiere del bianco · c4 alfiere del nero · d4 re del nero · d2 pedone del bianco · a1 alfiere del nero | 3 |
| 2 | c8 donna del bianco · a7 alfiere del bianco · b6 torre del bianco · d6 pedone del nero · f6 re del bianco · a5 torre del nero · d5 pedone del nero · f5 alfiere del bianco · c4 alfiere del nero · d4 re del nero · d2 pedone del bianco · a1 alfiere del nero | c8 donna del bianco · a7 alfiere del bianco · b6 torre del bianco · d6 pedone del nero · f6 re del bianco · a5 torre del nero · d5 pedone del nero · f5 alfiere del bianco · c4 alfiere del nero · d4 re del nero · d2 pedone del bianco · a1 alfiere del nero | c8 donna del bianco · a7 alfiere del bianco · b6 torre del bianco · d6 pedone del nero · f6 re del bianco · a5 torre del nero · d5 pedone del nero · f5 alfiere del bianco · c4 alfiere del nero · d4 re del nero · d2 pedone del bianco · a1 alfiere del nero | c8 donna del bianco · a7 alfiere del bianco · b6 torre del bianco · d6 pedone del nero · f6 re del bianco · a5 torre del nero · d5 pedone del nero · f5 alfiere del bianco · c4 alfiere del nero · d4 re del nero · d2 pedone del bianco · a1 alfiere del nero | c8 donna del bianco · a7 alfiere del bianco · b6 torre del bianco · d6 pedone del nero · f6 re del bianco · a5 torre del nero · d5 pedone del nero · f5 alfiere del bianco · c4 alfiere del nero · d4 re del nero · d2 pedone del bianco · a1 alfiere del nero | c8 donna del bianco · a7 alfiere del bianco · b6 torre del bianco · d6 pedone del nero · f6 re del bianco · a5 torre del nero · d5 pedone del nero · f5 alfiere del bianco · c4 alfiere del nero · d4 re del nero · d2 pedone del bianco · a1 alfiere del nero | c8 donna del bianco · a7 alfiere del bianco · b6 torre del bianco · d6 pedone del nero · f6 re del bianco · a5 torre del nero · d5 pedone del nero · f5 alfiere del bianco · c4 alfiere del nero · d4 re del nero · d2 pedone del bianco · a1 alfiere del nero | c8 donna del bianco · a7 alfiere del bianco · b6 torre del bianco · d6 pedone del nero · f6 re del bianco · a5 torre del nero · d5 pedone del nero · f5 alfiere del bianco · c4 alfiere del nero · d4 re del nero · d2 pedone del bianco · a1 alfiere del nero | 2 |
| 1 | c8 donna del bianco · a7 alfiere del bianco · b6 torre del bianco · d6 pedone del nero · f6 re del bianco · a5 torre del nero · d5 pedone del nero · f5 alfiere del bianco · c4 alfiere del nero · d4 re del nero · d2 pedone del bianco · a1 alfiere del nero | c8 donna del bianco · a7 alfiere del bianco · b6 torre del bianco · d6 pedone del nero · f6 re del bianco · a5 torre del nero · d5 pedone del nero · f5 alfiere del bianco · c4 alfiere del nero · d4 re del nero · d2 pedone del bianco · a1 alfiere del nero | c8 donna del bianco · a7 alfiere del bianco · b6 torre del bianco · d6 pedone del nero · f6 re del bianco · a5 torre del nero · d5 pedone del nero · f5 alfiere del bianco · c4 alfiere del nero · d4 re del nero · d2 pedone del bianco · a1 alfiere del nero | c8 donna del bianco · a7 alfiere del bianco · b6 torre del bianco · d6 pedone del nero · f6 re del bianco · a5 torre del nero · d5 pedone del nero · f5 alfiere del bianco · c4 alfiere del nero · d4 re del nero · d2 pedone del bianco · a1 alfiere del nero | c8 donna del bianco · a7 alfiere del bianco · b6 torre del bianco · d6 pedone del nero · f6 re del bianco · a5 torre del nero · d5 pedone del nero · f5 alfiere del bianco · c4 alfiere del nero · d4 re del nero · d2 pedone del bianco · a1 alfiere del nero | c8 donna del bianco · a7 alfiere del bianco · b6 torre del bianco · d6 pedone del nero · f6 re del bianco · a5 torre del nero · d5 pedone del nero · f5 alfiere del bianco · c4 alfiere del nero · d4 re del nero · d2 pedone del bianco · a1 alfiere del nero | c8 donna del bianco · a7 alfiere del bianco · b6 torre del bianco · d6 pedone del nero · f6 re del bianco · a5 torre del nero · d5 pedone del nero · f5 alfiere del bianco · c4 alfiere del nero · d4 re del nero · d2 pedone del bianco · a1 alfiere del nero | c8 donna del bianco · a7 alfiere del bianco · b6 torre del bianco · d6 pedone del nero · f6 re del bianco · a5 torre del nero · d5 pedone del nero · f5 alfiere del bianco · c4 alfiere del nero · d4 re del nero · d2 pedone del bianco · a1 alfiere del nero | 1 |
|   | a | b | c | d | e | f | g | h |   |

Soluzione:
1. Da6!  (min. 2. Tb5#)
1... Rc5+ 2. Tb2#

1... Ad3/e2/f1/b3/a2/xa6 2. Tb4#

1... Ab5 2. Tc6#